# ビステッカ・アッラ・フィオレンティーナ

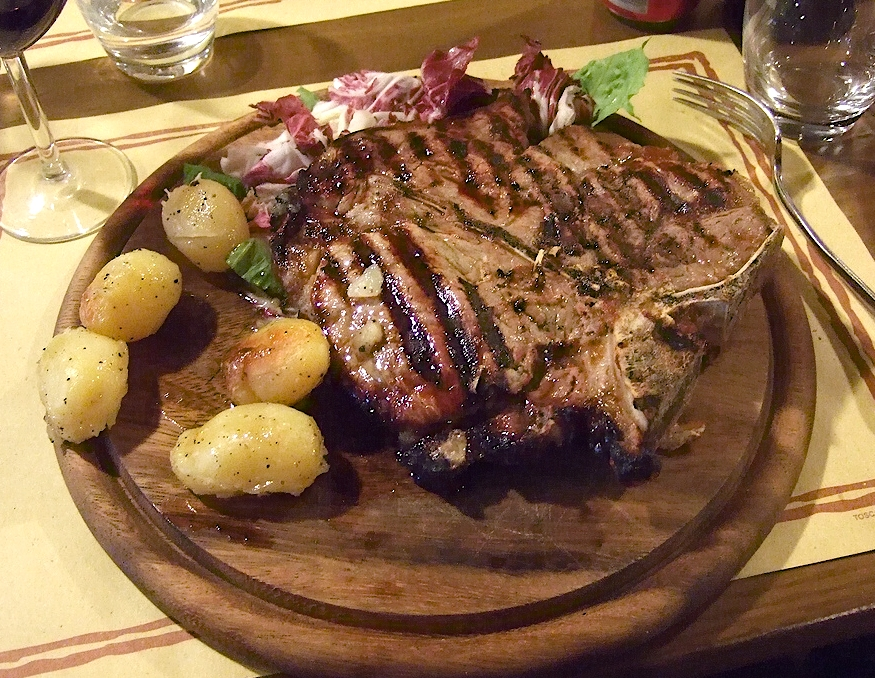
ビステッカ・アッラ・フィオレンティーナの例（1キログラム）

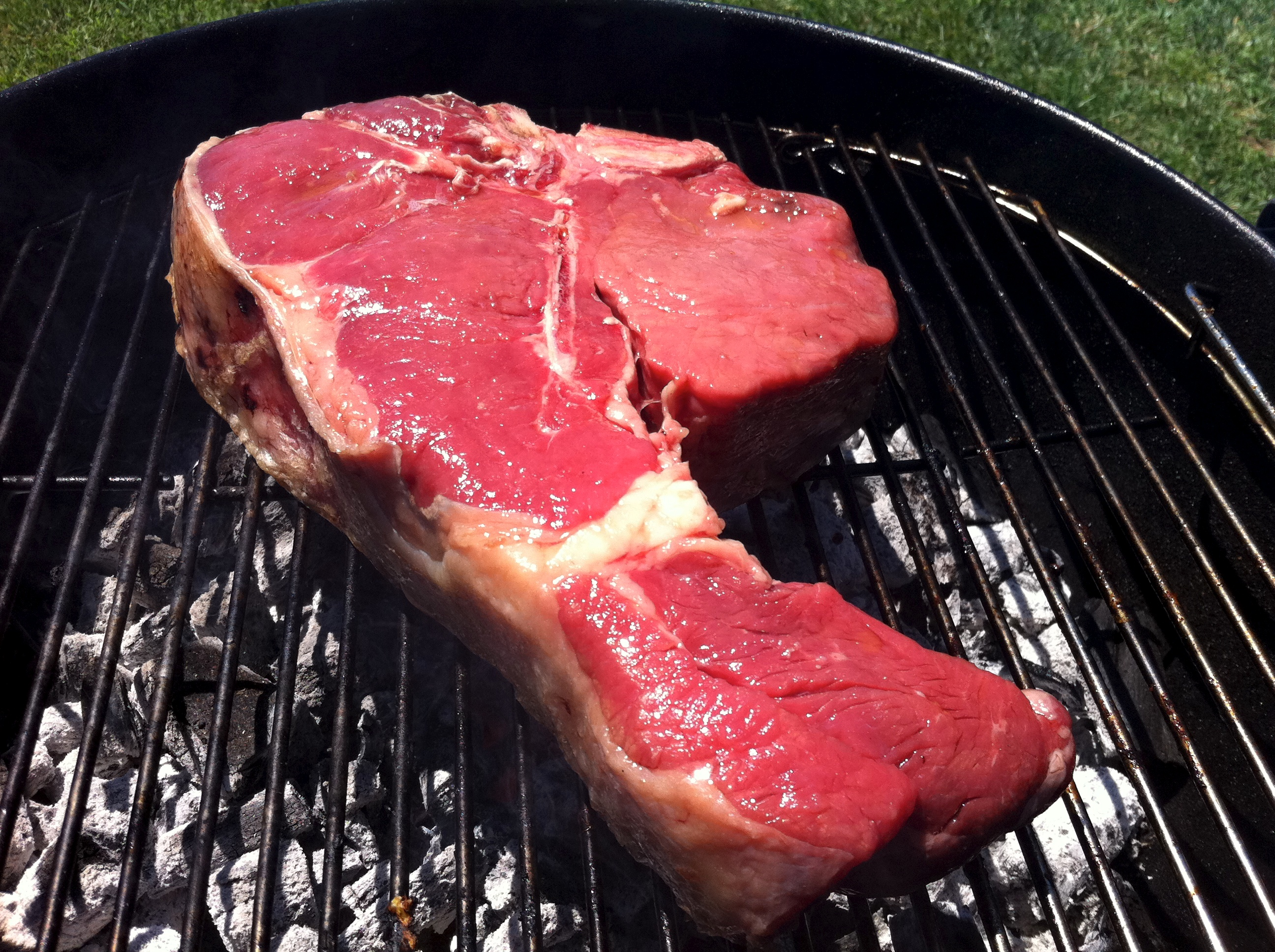
ビステッカ・アッラ・フィオレンティーナを焼いているところ

ビステッカ・アッラ・フィオレンティーナ、ビステッカ・フィオレンティーナ、フィレンツェ風ビーフステーキ（イタリア語: bistecca alla fiorentina）はイタリア・トスカーナ地方の名物料理。牛肉のTボーンステーキである。
伝統的にはキアニーナ牛の仔牛肉を使用する。味付けは塩、コショウのみで直火焼きする。
トスカーナでは2人前1キログラムから注文を受けることが多い。厚さは3センチメートルほど。焼き加減は外側はカリっとしつつレアにする。
BSE問題が起こっていた2000年代にはトスカーナでも牛肉から骨を外して焼くように注文する人が多かった。
日本のテレビドラマ『ちむどんどん』では第51話で主人公が勤める銀座のイタリアンレストランでビステッカ・アッラ・フィオレンティーナが提供されるシーンが登場するが、厚めに切った骨なし肉であったことから、イタリア料理文化研究の大家であり日伊協会常務理事も務める長本和子は「完全に間違っている」と指摘し、「白いミネストローネ」が登場したり、作中時代の日本では知られていなかったはずのスパゲッティ・アーリオ・オーリオ・エ・ペペロンチーノが登場するなど、日本のイタリア料理ファンやイタリア料理関係者の間で物議をかもした。